# Passatelli

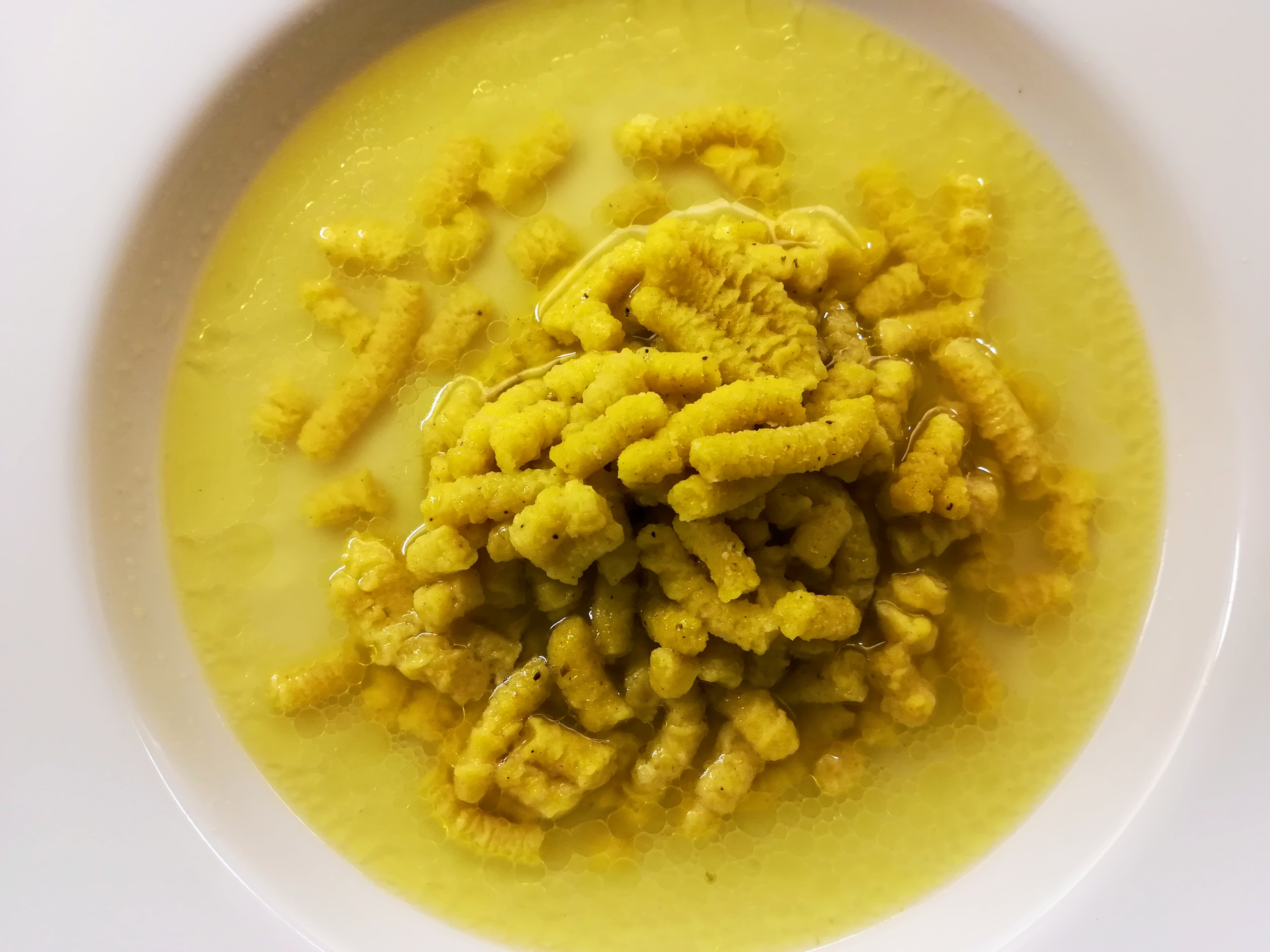
Passatelli in brodo

Passatelli sind eine italienische Pastasorte aus der Romagna in der Region Emilia-Romagna, finden sich aber auch in der südlich angrenzenden Provinz Pesaro und Urbino. Sie werden in der Brühe (italienisch Passatelli in brodo) oder als  Pastasciutta gegessen.

## Zubereitung
Der Teig aus Semmelbröseln, Parmesan, Ochsenmark und Eiern wird mit Pfeffer, Muskatnuss, Zitronenschale und Salz gewürzt und durch ein eigens dafür vorgesehenes Locheisen (it. Ferro per i passatelli) gedrückt, um etwa einen halben Zentimeter dicke Würstchen zu formen, die in Fleisch-, Hühnerbrühe oder Fischsuppe gekocht werden, bis sie an die Oberfläche steigen.
Serviert werden sie traditionell in der Brühe in der sie gekocht wurden. Sie können aber auch trocken als Pastasciutta mit Tomatensoße, Fleischragù oder mit Muscheln gereicht werden.

## Herkunft
Das Rezept stammt wahrscheinlich von der Tardura ab, einer Suppe aus Eiern, Käse und geriebenem Brot, die der Gelehrte und Volkskundler Michele Placucci (1782–1840) in seinem Werk über die Bauern der Romagna Usi e pregiudizi dei contadini di Romagna (1818) erwähnte und den Wöchnerinnen gereicht wurde. Pellegrino Artusi (1820–1911), der als Begründer der italienischen Nationalküche gilt, beschrieb die Passatelli 1891 in seiner Rezeptesammlung La scienza in cucina e l’arte di mangiar bene („Die Wissenschaft des Kochens und die Kunst des Genießens“).